# La Folie de l'or
Pour plus de détails, voir Fiche technique et Distribution.
La Folie de l'or (titre original : Gold Madness) est un film muet américain de Robert Thornby, sorti en 1923.

## Fiche technique
- Titre original : Gold Madness
- Titre français : La Folie de l'or
- Réalisation : Robert Thornby
- Scénario : James Oliver Curwood, d'après The Man From Ten Strike, Fred Kennedy Myton
- Société de Production : Perfect Pictures
- Pays de production : États-Unis
- Couleur : Noir et Blanc
- Format : 1,33 : 1
- Son : muet
- Date de sortie : 
  - États-Unis : 2 octobre 1923

## Distribution
- Guy Bates Post : Jim Kendall
- Cleo Madison : Olga McGee
- Mitchell Lewis : Soctty McGee
- Grace Darmond : Hester Stanton